# Push Baby
Rixton là một ban nhạc nam gồm 4 thành viên theo phong cách Pop/R&B đến từ Manchester, Anh được ký kết bởi "Dự án SB" (SB Project) của Scooter Braun. Ban nhạc được thành lập vào năm 2012 với tên gọi Relics trước khi đổi tên thành Rixton như hiện tại.

## Lịch sử
Jake Roche và Danny Wilkin bắt đầu sự nghiệp viết nhạc cùng nhau sau khi họ rời trường. Sau đó gia nhập thêm Charley Bagnall thông qua quen biết từ những người bạn chung và Lewi Morgan là thành viên cuối cùng được thêm vào nhóm sau khi gặp gỡ Jake thông qua một cô gái mà anh ta trông thấy vào lúc đó. Danh tiếng ban đầu của nhóm được tạo nên thông qua những bài hát lại được đăng lên YouTube.
Nhóm được chú ý với Make Out, bài hát đã khiến các thành viên liên lụy vào chuyện đả kích những video ca nhạc nổi tiếng năm 2013 như "Stay" của Rihanna, "Wrecking Ball" của Miley Cyrus, "Roar" của Katy Perry, "Applause" của Lady Gaga, "Blurred Lines" của Robin Thicke và "Beauty and a Beat" của Justin Bieber. Video âm nhạc được phát hành vào ngày 22 tháng 10 năm 2013 nhưng lại không bao giờ được phát hành như một đĩa đơn chính thức.
Đĩa đơn đầu tay của nhóm, "Me and My Broken Heart", được phát hành vào ngày 13 tháng 3 năm 2014. Đĩa đơn mở rộng đầu tiên của nhóm, cũng có tựa là "Me and My Broken Heart", sau đó được ra mắt vào ngày 18 tháng 3 năm 2014. "Me and My Broken Heart" được phát hành trên radio vào ngày 11 tháng 3 năm 2014 ra mắt lần đầu tiên trên "KIIS FM" tại Los Angeles trong một chương trình của JoJo Wright. Bài hát được xếp hạng tại Úc, Thụy Điển và Mỹ. Album đang được thực hiện để phát hành thông qua School Boy/Giant Little Man/Mad Love/Interscope Records sau đó vào năm 2014. Me and My Broken Heart được chứng nhận Vàng (Gold) vào ngày 27 tháng 5 năm 2014 và nhóm được trao tặng chứng nhận vàng đầu tiên vào ngày 29 tháng 5 năm 2014 tại Thành phố New York, Tiểu bang New York.
Nhóm gần đây còn khai mạc cho Justin Bieber tại lễ hội SXSW và cho Ariana Grande trong tour diễn "The Listening Sessions" của cô. Nhóm cũng lên kế hoạch tổ chức những lễ hội mùa hè từ nước Mỹ đến Anh trước khi trở về Bắc Mỹ để thực hiện chuyến lưu diễn đầu tiên, The Broken Heart Tour, diễn ra ở 12 thành phố tại Mỹ và Canada.

## Thành viên
- Jake Roche – hát chính và guitar
- Charley Bagnall – guitar chính, hát phụ
- Danny Wilkin – nốt trầm và piano, hát phụ
- Lewis Morgan – trống và hát phụ (thỉnh thoảng)

## Đĩa nhạc

### Đĩa đơn mở rộng
- 2014: Me and My Broken Heart EP

### Đĩa đơn
| Năm  | Đĩa đơn                  | Vị trí cao nhất | Vị trí cao nhất | Vị trí cao nhất | Vị trí cao nhất | Vị trí cao nhất | Vị trí cao nhất | Doanh thu   | Album                     |
| Năm  | Đĩa đơn                  | AUS             | CAN             | FR              | SWE             | US              | US Pop          | Doanh thu   | Album                     |
| ---- | ------------------------ | --------------- | --------------- | --------------- | --------------- | --------------- | --------------- | ----------- | ------------------------- |
| 2014 | "Me and My Broken Heart" | 43              | 17              | 191             | 33              | 14              | 9               | Mỹ: 454,000 | Me and My Broken Heart EP |